# Sidney Rowlatt

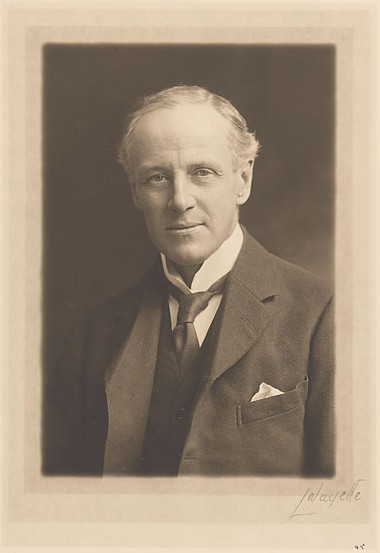
S.A.T. Rowlatt

Sir Sidney Arthur Taylor Rowlatt (* 20. Juli 1862 in Kairo; † 1. März 1945 im Bagnor Manor bei Newbury, Berkshire) war ein britischer Jurist und Richter. Er war der Vorsitzende des Rowlatt-Komitees in Britisch-Indien, welches dem Rowlatt Act vorausging.

## Leben
Rowlatt war der älteste Sohn von Arthur Henry Rowlatt und Amelia Caroline Terry. Er kam 1862 im ägyptischen Kairo zur Welt und ging am schottischen Fettes College zur Schule. 1880 immatrikulierte sich am King’s College in Cambridge. Dort studierte er Altphilologie im Rahmen eines Classical Tripos und absolvierte beide dazugehörigen Teile 1882 und 1884. 1883 gewann er den Porzon Prize und die Browne Medal und hielt 1884 er als Assistant Master am Eton College in Buckinghamshire Unterricht ab.
Im Jahr 1882 entschied sich Rowlatt, dem Inner Temple beizutreten, um Jurist zu werden. 1886 schloss er seine dortige Ausbildung und erhielt 1888 seinen Master-Abschluss. Anschließend arbeitete er im Bezirk Oxford.
1899 veröffentlichte er ein Lehrbuch (The Law of Principal and Surety), welches unter anderem vom Bürgschaftsrecht handelte. Neuauflagen und Überarbeitungen folgten noch viele Jahre später unter dem Buchtitel Rowlatt on Principal and Surety.
1900 bis 1905 war er Junior Counsel beim Board of Inland Revenue (Steuerbehörde). Rowlatt war von 1905 bis 1912 Junior Counsel to the Treasury (Common Law side). Von 1912 bis 1932 war Rowlatt High Court-Richter im King’s Bench.
Rowlatt hatte 1918 den Vorsitz des Indian Sedition Committees, auch Rowlatt-Komitee genannt, inne, welches den Weg für den Rowlatt Act in Britisch-Indien bereitete. Der Rowlatt Act wurde massiv kritisiert, führte zu Protestaktionen und ist bis heute in Indien berühmt-berüchtigt.
1932 war er für das Privy Council tätig.
Rowlatt hatte von 1932 bis 1933 den Vorsitz einer Kommission für Glücksspiel und Lotterie inne. Während des Zweiten Weltkriegs war er der Vorsitzende des General Claims Tribunal.

## Weiteres
1890 heiratete er Elizabeth Hemingway, welche aus einer Familie in Macclesfield stammte.
Am 10. Oktober 1912 wurde er zum Knight Bachelor und am 11. November 1918 zum Knight Commander des Order of the Star of India geschlagen.
Sidney Rowlatt ist der Urgroßvater des BBC-Journalisten und Südasien-Korrespondenten Justin Rowlatt.